# 김정호 (배구 선수)
김정호(1997년 3월 1일 ~ )은 대한민국의 배구 선수이다.

## 경희대학교시절
경희대학교 재학 시절 신입생 시절부터 팀의 주전 레프트 자리를 맡아 활약하였다. 리시브와 공격 모두 실력이 좋다고 소문나 있었다. 2학년때는 준결승에서 맹활약하면서 대학 배구 최강팀으로 군림하던 인하대학교를 꺾고 챔피언결정전에 진출하였다. 챔피언결정전에서는 대학 배구 역사상 처음으로 무패우승팀인 홍익대학교에게 우승컵을 내줬지만 2학년임에도 불구하고 주전으로 나와 활약한점은 고무적이였다. 2학년이 끝나고 얼리드래프티를 신청하였다.

## 대전 삼성화재 블루팡스시절
2017-2018시즌 신인드래프에서 2라운드 4순위로 대전 삼성화재 블루팡스에 지명되었다. 지명된후 원포인트 서버로 나와 팀의 분위기를 바꾸는 서브 득점을 종종 기록하기도 하였다. 시즌내내 원포인트 서버로 나오다가 막판에 선발로 투입되기도 하였다. 2018-2019시즌을 앞두고는 부상을 당해 초반에 자주 출장하지 못하였지만 부상에서 복귀하여 원포인트 서버로 자주 출장하기 시작하였다.

## 의정부 KB손해보험 스타즈시절
2018년 11월 9일 이강원을 상대로 의정부 KB손해보험 스타즈로 이적하였다.

## 학력
- 오가초등학교
- 천안쌍용중학교
- 평촌고등학교
- 경희대학교